# Bernhard Rainer
Bernhard Rainer (* 26. Juni 1824 in Fügen, Tirol; † 3. November 1876 in Frohnleiten, Bezirk Graz-Umgebung) war Prior und Abgeordneter zum Österreichischen Abgeordnetenhaus.

## Leben
Bernhard Rainer war Sohn des Metzgers Johann Rainer. Er trat 1843 in den Servitenorden ein, hatte 1847 seine Priesterweihe und wurde ebenfalls im Jahr 1847 Vikar in Maria Weißenstein (Bezirk Bozen), 1848 in Axams (Tirol) und 1851 in Maria Luggau (Bezirk Hermagor). Ab 1853 war er im Konvent in Frohnleiten und ab 1869 Prior und Pfarradministrator von Frohnleiten.
Er war römisch-katholisch und blieb zeit seines Lebens ledig.

## Politische Funktionen
Bernhard Rainer war vom 4. November 1873 bis zu seinem Tod am 3. November 1876 Abgeordneter des Abgeordnetenhauses im Reichsrat (V. Legislaturperiode) und vertrat dort für das Kronland Steiermark die Kurie Landgemeinden 2 (Bruck, Aflenz, Mariazell, Kindberg, Mürzzuschlag, Frohnleiten, Leoben, Mautern, Eisenerz).

## Klubmitgliedschaften
Bernhard Rainer war Mitglied im katholisch-konservativen Klub des rechten Zentrums.